# Виженер, Блез де
Блез де Виженер (фр. Blaise de Vigenère; 5 апреля 1523, Сен-Пурсен-сюр-Сиуль — 19 февраля 1596, Париж) — французский дипломат, криптограф и алхимик. Изобретение шифра, называемого в настоящее время шифром Виженера, в XIX веке было ошибочно приписано именно ему.
Давид Кан в своей книге «Взломщики кодов», написал: «история проигнорировала важный факт и назвала шифр именем Виженера, несмотря на то, что он ничего не сделал для его создания».

## Биография
Виженер родился в деревне Сен-Пурсен-сюр-Сиуль (Овернь). В 1545 году (в качестве младшего секретаря) он сопровождал французского посланника на рейхстаге в Вормсе. Позднее Виженер путешествовал по Германии и Нидерландам, а затем поступил на службу к герцогу Неверскому.
В 1554 году Виженер посетил Рим с двухгодичной дипломатической миссией, и снова в 1566. В этих поездках он познакомился с книгами о криптографии. Затем, когда он вышел на пенсию в возрасте 47 лет, он пожертвовал 1000 ливров, годовой доход, беднякам Парижа. Был женат на Marie Varé.
На пенсии он написал более двадцати книг, включая:
- Traicté de Cometes (Трактат о Кометах)
- Le psaultier de David torne en prose mesuree, ou vers libres, перевод Псалмов
- Traicté des Chiffres ou Secrètes Manières d’Escrire (Трактат о Цифрах и Тайнописи) (1586)
- Traicté du Feu et du Sel (Трактат об Огне и Соли) (1608)

В книге Traicté des Chiffres он описал так называемое шифрование с автоматическим выбором ключей, которое он изобрёл, это был первый шифр подобного типа после Bellaso, нетривиально взламываемый.
Он очень интересовался алхимией и это было темой его Traicté du Feu et du Sel.
Виженер умер в 1596 от рака горла.